# Arhitect peisagist

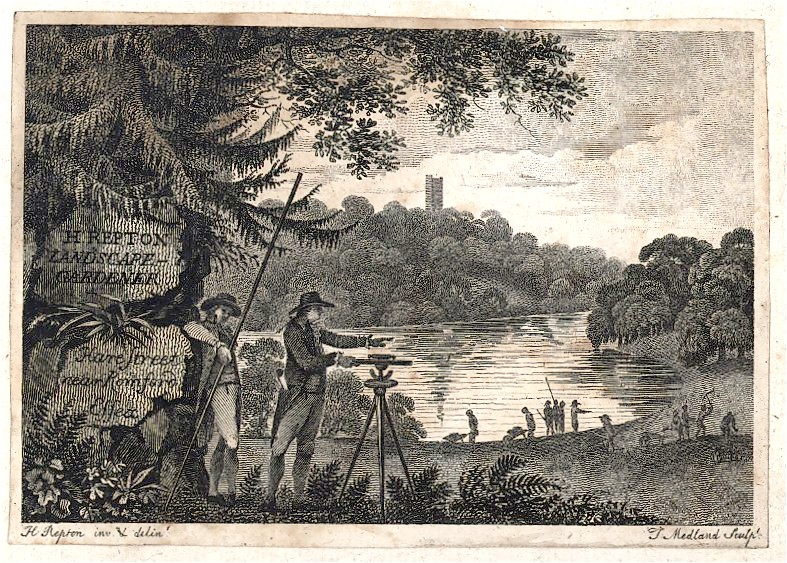

Arhitectul peisagist este o persoană implicată în planificare, design și, câteodată, în privirea în ansamblu a unui peisaj exterior sau a unui spațiu.
Practica lor profesională este cunoscută sub denumirea de „Arhitectură Peisageră”.
Profesia de arhitect peisagist este, uneori, confundată cu cea de grădinar, designer, arhitect, topograf, inginer, probabil din cauza faptului că aceasta este o ocupație relativ nouă. Arhitectura peisajului nu a fost recunoscută în țările dezvoltate ca fiind o meserie distinctă până la începutul secolului XX. În ciuda eforturilor arhitectilor peisagiști, încă nu este neobișnuit ca un arhitect de clădiri să fie remunerat și pentru realizarea serviciilor de arhitectură peisageră.
Termenul de arhitect peisagist are diferite semnificații în funcție de locație; totuși, în general, acest titlu este protejat. Pentru a practica arhitectura peisageră, este necesară o licență sau înregistrare. Aceasta variază de la o locație la alta: spre exemplu, în S.U.A. se oferă "acte pentru practicare", iar alții oferă "acte de titlu". Fiecare se referă la distingerea dintre persoanele care sunt licențiate sau nu.